# Die alten Rittersleut
Die alten Rittersleut ist ein Lied des Münchener Komikers Karl Valentin. Er verfasste es 1939/40 als Beitrag für sein letztes Theaterprojekt, die Ritterspelunke. Vorlage war die Ritterballade Ujeh, die alten Ritterleut von August Endres, erstmals veröffentlicht im Klampf’n Toni 1914. Valentin dichtete neue Strophen, vereinfachte den Refrain und komponierte eine neue Melodie. Am 24. Januar 1941 entstand ein Rundfunkmitschnitt, der aber erst nach dem Krieg auf Telefunken veröffentlicht wurde.
Sehr bekannt ist das Lied in der Aufnahme der bayerischen Dixie-Band Hot Dogs, die damit 1966 ihren ersten großen Erfolg feierten. Das Volkssänger-Stück ist ein bis heute viel gesungenes Gaudilied und dient immer wieder als Parodiegrundlage für neue Textdichtungen. 2008 wurde das Lied von Konstantin Wecker anlässlich der 850-Jahr-Feier der Stadt München auf seiner CD Gut'n Morgen Herr Fischer! veröffentlicht.